# Dinara
Dinara er en bjergkæde på grænsen mellem Kroatien og Bosnien-Hercegovina. Bjergene  er mest kendt for at have givet navn til  De dinariske Alper, en bjergkæde af karst (kalksten).
Dinara strækker sig fra bjergpasset Derala (965 moh.) i nordvest til Privijapasset (1.230 m), som ligger 20 km mod sydøst, hvor Kamešnica-bjerget begynder. Dinara er op til 10 km bredt og 100 km langt, og de højeste toppe er Troglav (1.913 m) og Dinara (1.831 m). Toppen kaldt Dinara, eller Sinjal, er formet som et menneskehoved af sten, og er den højeste bjergtop i Kroatien.
Selv om Dinara ikke ligger langt fra Adriaterhavet minder klimaet lidt om Middelhavet. Dinara markerer grænsen til et område med et  koldere, alpint klima. Selve bjergene er ikke beboede, men der er små skure her og der som hovedsagelig bliver brugt af geder fra de nærliggende dale, som for eksempel den Cetina løber i. 
De mest fascinerende bjergformationer ligger på sydvestsiden. Her ligger  et seks kilometer langt massiv, som er opp til 1.700 meter højt, og er let synlig i landskabet for rejsende på vejene i dalen nedenfor. Bjergbestigere  foretrækker derimod toppen Ošljak (1.706 moh.).
Dinara har en endemisk gnaverart, en markmus kaldt Dinarski miš («Dinarisk mus»), Dolomys bogdanovi longipedis fra slægten Dinaromys, som er en udrydningstruet dyreart. 
Det latinske navn på bjerget er Adrian oros, mens det nuværende navn kommer fra en ældgammel illyrisk stamme som boede på østsiden af bjerget. 